# Luíz Cruls

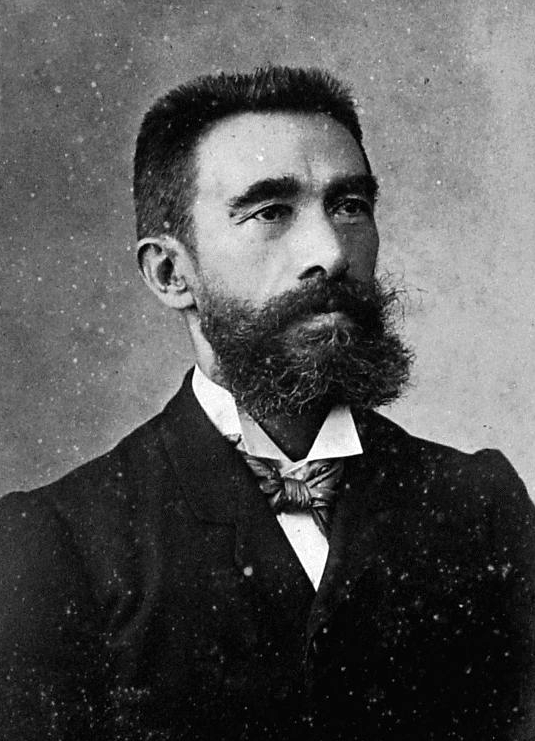
Porträt von Luíz Cruls

Luíz Cruls (* 21. Januar 1848 in Diest, Belgien; † 21. Juni 1908 in Paris, Frankreich; auch Luís Cruls, Louis Ferdinand Cruls) war ein belgisch-brasilianischer Astronom und Geodät.

## Leben und Werk
Er war 1881 bis 1908 Direktor des Observatório Nacional (Nationales Observatorium Brasiliens), leitete die Kommission zur Auswahl der Hauptstadt Brasiliens im Brasilianischen Bergland und war Mitentdecker des Großen Septemberkometen (1882).
Cruls trug auch aktiv zu genaueren Messungen der Sonnenparallaxe bei und leitete deswegen ein brasilianisches Team in Punta Arenas, Chile, zur Beobachtung des Venustransits im Jahre 1882.
Der Marskrater Cruls ist seit 1973 nach ihm benannt. Zudem tragen die Cruls-Inseln in der Antarktis seinen Namen.